# Municipio de Williams (condado de Calhoun)
Williams Township es un municipio del condado de Calhoun, Iowa, Estados Unidos. Según el censo de 2020, tiene una población de 143 habitantes.
Es una subdivisión exclusivamente geográfica, por cuanto el estado de Iowa no utiliza la herramienta de los townships como municipios. El mantenimiento de los datos es realizado por la Oficina del Censo en cooperación con los Gobiernos de los condados y del estado.
Es incorrecto en este caso, por lo tanto, traducir township como "municipio".

## Geografía
La subdivisión está ubicada en las coordenadas 42°30′37″N 94°51′37″O / 42.51028, -94.86028. Según la Oficina del Censo, tiene una superficie total de 92.72 km², de los cuales 92.60 km² corresponden a tierra firme y 0.12 km² están cubiertos de agua.

## Demografía
Según el censo de 2020, hay 143 personas residiendo en la zona. La densidad de población es de 1.54 hab./km². El 95.80 % de los habitantes son blancos, el 1.40 % son asiáticos, el 1.40 % son de otras razas y el 1.40% son de una mezcla de razas. Del total de la población, el 2.10 % son hispanos o latinos de cualquier raza.